# Suillia monticola
Suillia monticola är en tvåvingeart som beskrevs av Gorodkov 1962. Suillia monticola ingår i släktet Suillia och familjen myllflugor. Inga underarter finns listade i Catalogue of Life.